# Parcours international du MC Oran
Cette page présente l'historique du parcours international du Mouloudia Club d'Oran.

## Parcours international

### Parcours africain
Le MC Oran aurait dû prendre part à la Coupe d'Afrique des Clubs Champions 1972 comme étant champion d'Algérie en 1971, et à la Coupe d'Afrique des vainqueurs de coupe 1976 comme étant vainqueur de la coupe d'Algérie en 1975. Entre 1971 et 1974, les clubs algériens étaient exclus de toutes participations en compétitions africaines des clubs à la suite des incidents du match aller de la Coupe d'Afrique des Clubs Champions 1970 qui a opposé le CR Belcourt et l'ASC Jeanne d'Arc à Alger et le forfait du club algérien au match retour de Dakar. Le MC Oran attendra l'année 1985 pour prendre part pour la première fois à une compétition africaine des clubs après avoir gagné la Coupe d'Algérie en 1984.

#### Coupe d'Afrique des vainqueurs de coupe 1985
| N° | Tour        | Date          | Lieu                     | Pays | Match                      | Score | Buteurs                |
| -- | ----------- | ------------- | ------------------------ | ---- | -------------------------- | ----- | ---------------------- |
| 1  | 1/16 aller  | 3 mars 1985   | Stade Omnisports, Bamako |      | Djoliba AC - MP Oran       | 0 - 0 | —                      |
| 2  | 1/16 retour | 15 mars 1985  | Stade du 19 Juin, Oran   |      | MP Oran - Djoliba AC       | 2 - 0 | Benyoucef 9e 69e       |
| 3  | 1/8 aller   | 28 avril 1985 | Stade Demba-Diop, Dakar  |      | ASC Jeanne d'Arc - MP Oran | 0 - 0 | —                      |
| 4  | 1/8 retour  | 10 mai 1985   | Stade du 19 Juin, Oran   |      | MP Oran - ASC Jeanne d'Arc | 1 - 1 | Sebbah 49e / Touré 29e |

#### Coupe d'Afrique des vainqueurs de coupe 1986
| N° | Tour        | Date            | Lieu                       | Pays | Match                   | Score       | Buteurs              |
| -- | ----------- | --------------- | -------------------------- | ---- | ----------------------- | ----------- | -------------------- |
| -  | 1/16 aller  | 30 mai 1986     | Stade du 19 Juin, Oran     |      | MP Oran - Kamboi Eagles | Disqualifié | -                    |
| -  | 1/16 retour | 10 juin 1986    | Kenema                     |      | Kamboi Eagles - MP Oran | Disqualifié | -                    |
| 5  | 1/8 aller   | 25 juillet 1986 | Stade d'Ismaïlia, Ismaïlia |      | Ismaily SC - MP Oran    | 1 - 0       | Khaled El Kamash 85e |
| 6  | 1/8 retour, | 8 août 1986     | Stade du 19 Juin, Oran     |      | MP Oran - Ismaily SC    | 0 - 0       | -                    |

#### Coupe d'Afrique des Clubs Champions 1989
Cette année là, le Mouloudia d'Oran arriva en finale,. Le Mouloudia d'Oran change de nom en fin de saison 1988-1989. En septembre, il reprend son nom historique du Mouloudia Club d'Oran (MC Oran) et entame les quarts de finale avec cette nomination.
| N° | Tour           | Date              | Lieu                         | Pays | Match                                 | Score             | Buteurs                                                              |
| -- | -------------- | ----------------- | ---------------------------- | ---- | ------------------------------------- | ----------------- | -------------------------------------------------------------------- |
| -  | 1/16 aller     | 17 mars 1989      | Stade Habib Bouakeul, Oran   |      | Mouloudia d'Oran - Al-Ittihad Tripoli | Forfait           |                                                                      |
| -  | 1/16 retour    | 31 mars 1989      | Stade du 11 juin, Tripoli    |      | Al-Ittihad Tripoli - Mouloudia d'Oran | Forfait           |                                                                      |
| 7  | 1/8 aller      | 13 mai 1989       | Stade El Menzah, Tunis       |      | ES Tunis - Mouloudia d'Oran           | 3 - 2             | Tlemçani 46e, Ben Mahmoud 60e (pen.), Abid 86e / Bott 16e, Maroc 52e |
| 8  | 1/8 retour     | 26 mai 1989       | Stade Habib Bouakeul, Oran   |      | Mouloudia d'Oran - ES Tunis           | 3 - 1             | Mecheri 7e, Meziane 15e 55e / Chaabane 83e                           |
| 9  | 1/4 aller      | 8 septembre 1989  | Stade Al-Mourada, Omdurman   |      | Al-Mourada SC - MC Oran               | 1 - 0             | Breish 30e                                                           |
| 10 | 1/4 retour     | 22 septembre 1989 | Stade Habib Bouakeul, Oran   |      | MC Oran - Al-Mourada SC               | 4 - 0             | Belloumi 21e, Mecheri 39e, Benhalima 80e, Meziane 88e                |
| 11 | 1/2 aller      | 20 octobre 1989   | Scriveners Stadium, Kitwe    |      | Nkana Red Devils - MC Oran            | 1 - 0             | K. Malitoli 22e                                                      |
| 12 | 1/2 retour     | 5 novembre 1989   | Stade Habib Bouakeul, Oran   |      | MC Oran - Nkana Red Devils            | 5 - 2             | Foussi 17e 20e, Sebbah 49e, Meziane 55e 87e / Chambeshi 11e 69e      |
| 13 | Finale aller,  | 3 décembre 1989   | Stade Mohammed V, Casablanca |      | Raja CA - MC Oran                     | 1 - 0             | Diagne 50e                                                           |
| 14 | Finale retour, | 15 décembre 1989  | Stade du 19 Juin, Oran       |      | MC Oran - Raja CA                     | 1 - 0 (2 - 4 tab) | Sebbah 43e (pen.)                                                    |

#### Coupe d'Afrique des Clubs Champions 1993
| N° | Tour        | Date              | Lieu                              | Pays | Match                    | Score | Buteurs                                                     |
| -- | ----------- | ----------------- | --------------------------------- | ---- | ------------------------ | ----- | ----------------------------------------------------------- |
| 15 | 1/16 aller  | 8 mars 1993       | Stade du 4 août, Ouagadougou      |      | EF Ouagadougou - MC Oran | 1 - 0 | ?                                                           |
| 16 | 1/16 retour | 22 mars 1993      | Stade Ahmed Zabana, Oran          |      | MC Oran - EF Ouagadougou | 2 - 0 | Belatoui 46e (pen.), Goual 63e                              |
| 17 | 1/8 aller   | 9 mai 1993        | Stade de Bamendzi, Bafoussam      |      | RC Bafoussam - MC Oran   | 1 - 0 | ?                                                           |
| 18 | 1/8 retour  | 21 mai 1993       | Stade Ahmed Zabana, Oran          |      | MC Oran - RC Bafoussam   | 2 - 0 | Goual 49e 88e                                               |
| 19 | 1/4 aller   | 3 septembre 1993  | Stade Osman Ahmed Osman, Le Caire |      | Zamalek SC - MC Oran     | 4 - 0 | Mansour 5e, Amunike 14e, Nassar 45e, El-Ghandour 56e (pen.) |
| 20 | 1/4 retour  | 17 septembre 1993 | Stade Habib Bouakeul, Oran        |      | MC Oran - Zamalek SC     | 1 - 1 | Mecheri 37e / Moaaz 25e                                     |

- À la suite des incidents qui ont eu lieu lors du match des quarts de finale retour de la C1 Africain contre Zamalek SC au Stade Habib Bouakeul, la CAF a sanctionée la FAF par un montant de mille dollars us (1.000 $)[18]
- La CAF a aussi sanctionné le MC Oran avec une interdiction pendant une année de recevoir a Oran les matchs comptant pour les compétitions continentales organisées par la confédération africaine, et pour cela le club était obligé de recevoir ses adversaires dans un autre stade situé d'une distance de 100km d'Oran[19].

#### Coupe d'Afrique des Clubs Champions 1994
Dans cette édition, le Mouloudia d'Oran a reçu tous ces matchs au Stade Akid Lotfi à Tlemcen suites aux sanctions de la CAF la saison dernière dues aux incidents du match retour des quarts de finale de la C1 africaine contre le Zamalek SC au Stade Habib Bouakeul.
| N° | Tour        | Date                    | Lieu                        | Pays | Match                      | Score   | Buteurs |
| -- | ----------- | ----------------------- | --------------------------- | ---- | -------------------------- | ------- | --- |
| 21 | 1/16 aller  | 18 février 1994         | Stade Akid Lotfi, Tlemcen   |      | MC Oran - ACS Sonader Ksar | 4 - 0   | Tlemçani 12e, Sebbah 26e, Belloumi 40e 45e                                                                          |
| 22 | 1/16 retour | 4 mars 1994             | Nouakchott                  |      | ACS Sonader Ksar - MC Oran | 2 - 0   | Sall 35e, Ah. Sidibe 87e                                                                                            |
| 23 | 1/8 aller   | 29 avril 1994           | Stade Akid Lotfi, Tlemcen   |      | MC Oran - AS Tempête Mocaf | 7 - 4   | Belloumi 10e 88e, Sebbah 19e, Tlemçani 36e,Belatoui 42e (pen.) 59e (pen.), Goual 90e / Gimet 18e 54e 58e, Mundi 50e |
| 24 | 1/8 retour  | 15 mai 1994             | Bangui                      |      | AS Tempête Mocaf - MC Oran | 0 - 3   | Tasfaout 56e 65e, Djender 72e                                                                                       |
| -  | 1/4 aller   | 17 septembre 1994       | Stade des Martyrs, Kinshasa |      | AS Vita Club - MC Oran     | Forfait | |
| -  | 1/4 retour  | 30 septembre 1994       | Stade Akid Lotfi, Tlemcen   |      | MC Oran - AS Vita Club     | Forfait | |
| 25 | 1/2 aller   | 29 octobre 1994         | Stade Chedly Zouiten, Tunis |      | ES Tunis - MC Oran         | 3 - 1   | Bousnina 41e, Malitoli 45e, Ben Neji 76e (pen.) / Belatoui 70' (pén.), Haddou 85e                                   |
| 26 | 1/2 retour  | 4 novembre 1994 à 15h00 | Stade Akid Lotfi, Tlemcen   |      | MC Oran - ES Tunis         | 2 - 2   | Gaid 72e, Tasfaout 77e / Malitoli 23e, Hamrouni 61e                                                                 |

#### Coupe de la CAF 1996
| N° | Tour        | Date              | Lieu                         | Pays | Match                           | Score             | Buteurs                     |
| -- | ----------- | ----------------- | ---------------------------- | ---- | ------------------------------- | ----------------- | --------------------------- |
| 27 | 1/16 aller  | 10 mars 1996      | Stade du 4 août, Ouagadougou |      | EF Ouagadougou - MC Oran        | 1 - 1             | Iswazina 68e / Belatoui 56e |
| 28 | 1/16 retour | 23 mars 1996      | Stade Ahmed Zabana, Oran     |      | MC Oran - EF Ouagadougou        | 3 - 1             |                             |
| 29 | 1/8 aller   | 16 août 1996      | Stade Ahmed Zabana, Oran     |      | MC Oran - Ferroviário de Maputo | 4 - 1             |                             |
| 30 | 1/8 retour  | 30 août 1996      | Estádio da Machava, Maputo   |      | Ferroviário de Maputo - MC Oran | 2 - 0             |                             |
| 31 | 1/4 aller   | 17 septembre 1996 | Stade Ahmed Zabana, Oran     |      | MC Oran - AS Vita Club          | 2 - 0             |                             |
| 32 | 1/4 retour  | 30 septembre 1996 | Stade des Martyrs, Kinshasa  |      | AS Vita Club - MC Oran          | 2 - 0 (3 - 1 tab) |                             |

#### Coupe d'Afrique des Vainqueurs de Coupes 1997
| N° | Tour        | Date              | Lieu                         | Pays | Match                  | Score | Buteurs                                                             |
| -- | ----------- | ----------------- | ---------------------------- | ---- | ---------------------- | ----- | ------------------------------------------------------------------- |
| 33 | 1/16 aller  | 7 mars 1997       | Stade Demba Diop, Dakar      |      | US Gorée - MC Oran     | 1 - 0 | ...? 87(pen)                                                        |
| 34 | 1/16 retour | 22 mars 1997,     | Stade Ahmed Zabana, Oran     |      | MC Oran - US Gorée     | 4 - 1 | Benzerga 21e, Meçabih 45e, Meziane 55e, Boukessassa 65e / Dembé 82e |
| 35 | 1/8 aller   | 3 mai 1997        | Jinja                        |      | Umeme FC - MC Oran     | 2 - 0 |                                                                     |
| 36 | 1/8 retour  | 16 mai 1997       | Stade Ahmed Zabana, Oran     |      | MC Oran - Umeme FC     | 3 - 0 | Benzerga 13e, Gaid 70e 87e                                          |
| 37 | 1/4 aller   | 6 septembre 1997  | Stade Moulay Abdellah, Rabat |      | FAR de Rabat - MC Oran | 2 - 0 | Ouarzif 47e, Foulouh 77e                                            |
| 38 | 1/4 retour  | 19 septembre 1997 | Stade Ahmed Zabana, Oran     |      | MC Oran - FAR de Rabat | 1 - 1 | Amrane 2e / Chemami 35e                                             |

#### Coupe de la CAF 1998
| N° | Tour        | Date         | Lieu                               | Pays | Match                      | Score | Buteurs                          |
| -- | ----------- | ------------ | ---------------------------------- | ---- | -------------------------- | ----- | -------------------------------- |
| 39 | 1/16 aller  | 22 mars 1998 | Stade Léopold Sédar Senghor, Dakar |      | ASC Jeanne d'Arc - MC Oran | 1 - 0 | Sarr 67e                         |
| 40 | 1/16 retour | 3 avril 1998 | Stade Ahmed Zabana, Oran           |      | MC Oran - ASC Jeanne d'Arc | 2 - 1 | Raho 30e , Gaïd 56e / Diallo 67e |

#### Coupe de la confédération 2005
| N° | Tour        | Date          | Lieu                              | Pays | Match                  | Score | Buteurs                                          |
| -- | ----------- | ------------- | --------------------------------- | ---- | ---------------------- | ----- | ------------------------------------------------ |
| 41 | 1/16 aller  | 5 mars 2005   | Stade du Phosphate, Khouribga     |      | OC Khouribga - MC Oran | 2 - 0 | Souari 4e, Falah 27e                             |
| 42 | 1/16 retour | 18 mars 2005  | Stade Ahmed Zabana, Oran          |      | MC Oran - OC Khouribga | 4 - 0 | Daoud 15e, Zerrouki 28e, Chaïb 50e, Benzerga 72e |
| 43 | 1/8 aller   | 8 avril 2005  | Stade Ahmed Zabana, Oran          |      | MC Oran - Bamboutos FC | 2 - 1 | Benzerga 21e, Daoud 45e / Lélé 83e               |
| 44 | 1/8 retour  | 22 avril 2005 | Stade Municipal de Mbouda, Mbouda |      | Bamboutos FC - MC Oran | 1 - 0 | Fonyuy 81e (pen.)                                |

#### Coupe de la confédération 2016
| N° | Tour           | Date            | Lieu                            | Pays | Match                         | Score   | Buteurs                                                 |
| -- | -------------- | --------------- | ------------------------------- | ---- | ----------------------------- | ------- | ------------------------------------------------------- |
| -  | T. Pré. aller  | 12 février 2016 | Independence Stadium, Bakau     |      | Wallidan FC - MC Oran         | Forfait |                                                         |
| -  | T. Pré. retour | 26 février 2016 | Stade Ahmed Zabana, Oran        |      | MC Oran - Wallidan FC         | Forfait |                                                         |
| 45 | 1/16 aller     | 12 mars 2016    | Stade Ahmed Zabana, Oran        |      | MC Oran - SC Gagnoa           | 2 - 0   | Benyahia 21e 52e                                        |
| 46 | 1/16 retour    | 19 mars 2016    | Stade Robert Champroux, Abidjan |      | SC Gagnoa - MC Oran           | 2 - 2   | Doumouya 23e, Kassi 27e / Larbi 4e, N'Guessan 78e (csc) |
| 47 | 1/8 aller      | 9 avril 2016    | Stade Ahmed Zabana, Oran        |      | MC Oran - Kawkab de Marrakech | 0 - 0   |                                                         |
| 48 | 1/8 retour     | 20 avril 2016   | Stade de Marrakech, Marrakech   |      | Kawkab de Marrakech - MC Oran | 1 - 0   | El Fakih 34e (pen.)                                     |

### Parcours nord africain

#### Coupe d'Afrique du Nord 1946-1947
| N° | Tour        | Date              | Lieu      | Pays | Match                  | Score | Buteurs |
| -- | ----------- | ----------------- | --------- | ---- | ---------------------- | ----- | ------- |
| 1  | 1er T. Rég. | 15 septembre 1946 | Boutlélis |      | CS Boutlélis - MC Oran | 1 - 4 |         |
| 2  | 2e T. Rég.  | 17 novembre 1946  | Lourmel   |      | SC Lourmel - MC Oran   | -     |         |

#### Coupe d'Afrique du Nord 1947-1948
| N° | Tour        | Date             | Lieu              | Pays | Match                      | Score    | Buteurs                           |
| -- | ----------- | ---------------- | ----------------- | ---- | -------------------------- | -------- | --------------------------------- |
| 3  | 1er T. Rég. | 7 septembre 1947 | Hammam Bou Hadjar |      | US H. Bou Hadjar - MC Oran | 2 - 4 ap |                                   |
| 4  | 2e T. Rég.  | 5 octobre 1947   | Oran              |      | MC Oran - SC Choupot       | 2 - 1    |                                   |
| 5  | 3e T. Rég.  | 2 novembre 1947  |                   |      | MC Oran - ?                | -        |                                   |
| 6  | 4e T. Rég.  | 16 novembre 1947 | Sidi Bel Abbès    |      | SC Bel-Abbès - MC Oran     | 3 - 0    | Lapeyrie 28e (pen.) 73e, Aber 38e |

#### Coupe d'Afrique du Nord 1948-1949
| N° | Tour        | Date              | Lieu | Pays | Match                  | Score | Buteurs |
| -- | ----------- | ----------------- | ---- | ---- | ---------------------- | ----- | ------- |
| 7  | 1er T. Rég. | 31 août 1948      |      |      | MC Oran - ?            | -     |         |
| 8  | 2e T. Rég.  | 26 septembre 1948 |      |      | MC Oran - ?            | -     |         |
| 9  | 3e T. Rég.  | 17 octobre 1948   | Oran |      | MC Oran - Perrégaux GS | 3 - 4 |         |

#### Coupe d'Afrique du Nord 1949-1950
| N° | Tour        | Date           | Lieu | Pays | Match       | Score | Buteurs |
| -- | ----------- | -------------- | ---- | ---- | ----------- | ----- | ------- |
| 10 | 1er T. Rég. | septembre 1949 |      |      | MC Oran - ? | -     |         |

#### Coupe d'Afrique du Nord 1951-1952
| N° | Tour        | Date             | Lieu                    | Pays | Match                  | Score    | Buteurs                                                        |
| -- | ----------- | ---------------- | ----------------------- | ---- | ---------------------- | -------- | -------------------------------------------------------------- |
| 11 | 1er T. Rég. | 2 septembre 1951 | Sidi Bel Abbès          |      | TC Bel-Abbès - MC Oran | 1 - 2 ap |                                                                |
| 12 | 2e T. Rég.  | 9 septembre 1951 | Stade de Delmonte, Oran |      | MC Oran - JSM Tiaret   | 3 - 4    | ? 20e, ? , Boudjellal II ...e (pen.), / ? 23e, ? , Soudani 82e |

#### Coupe d'Afrique du Nord 1952-1953
| N° | Tour       | Date              | Lieu                        | Pays | Match                      | Score | Buteurs                                      |
| -- | ---------- | ----------------- | --------------------------- | ---- | -------------------------- | ----- | -------------------------------------------- |
| 13 | 2e T. Rég. | 7 septembre 1952  |                             |      | MC Oran - GC Ain Tedles    | 3 - 1 |                                              |
| 14 | 3e T. Rég. | 28 septembre 1952 | Stade du Rail, Oran         |      | MC Oran - MC Saïda         | 2 - 1 | Missoum 52e, Adda Taher 62e / Mokhtari 14e   |
| 15 | 4e T. Rég. | 19 octobre 1952   | Stade Vincent Monréal, Oran |      | AS Marine d'Oran - MC Oran | 4 - 0 | Pascual 35e, Briand 40e 80e, Baronchelli 60e |

#### Coupe d'Afrique du Nord 1953-1954
| N° | Tour        | Date         | Lieu | Pays | Match                | Score | Buteurs |
| -- | ----------- | ------------ | ---- | ---- | -------------------- | ----- | ------- |
| 16 | 1er T. Rég. | 23 août 1953 |      |      | JSM Tiaret - MC Oran | 5 - 1 |         |

#### Coupe d'Afrique du Nord 1954-1955
| N° | Tour       | Date              | Lieu                | Pays | Match                   | Score | Buteurs                                      |
| -- | ---------- | ----------------- | ------------------- | ---- | ----------------------- | ----- | -------------------------------------------- |
| 17 | 3e T. Rég. | 19 septembre 1954 | Mascara             |      | MC Oran - MC Saïda      | 2 - 1 | Benfreha 50e, Benhadjmi 87e / Kader 67e      |
| 18 | 4e T. Rég. | 13 novembre 1954  | Arzew (1.045 spec.) |      | IS Mostaganem - MC Oran | 2 - 1 | Esposito 52e, J-C Martinez 60e / Missoum 18e |

- Effectif du MCO :  Benyoucef, Bacha, Djillali Zradni (Stamba), Belkacem, Mimoun, Djaber, Terrir, Benfreha, Missoum, Sahli, Larbi Naïr.

#### Coupe d'Afrique du Nord 1955-1956
| N° | Tour       | Date             | Lieu           | Pays | Match                     | Score    | Buteurs                                      |
| -- | ---------- | ---------------- | -------------- | ---- | ------------------------- | -------- | -------------------------------------------- |
| 19 | 3e T. Rég. | 2 octobre 1955   | Mascara        |      | AGS Mascara - MC Oran     | 0 - 1 ap | Lahouari 124e (inter-gauche)                 |
| 20 | 4e T. Rég. | 13 novembre 1955 | Ain Temouchent |      | USSC Témouchent - MC Oran | 2 - 1 ap | Sauveur Rodriguez 103e 122e / Boudjellal 95e |

### Parcours maghrébin

#### Coupe du Maghreb des clubs champions 1971-1972
| N° | Tour     | Date             | Lieu                        | Pays | Match                | Score | Buteurs              |
| -- | -------- | ---------------- | --------------------------- | ---- | -------------------- | ----- | -------------------- |
| 1  | 1/2      | 17 décembre 1971 | Stade d'Honneur, Casablanca |      | CS Sfaxien - MC Oran | 2 - 0 | Agrebi 5e, Graja 80e |
| 2  | 3e Place | 19 décembre 1971 | Stade d'Honneur, Casablanca |      | RS Settat - MC Oran  | 1 - 0 | Belfoul 44e          |

#### Coupe du Maghreb des vainqueurs de coupe 1974-1975
| N° | Tour | Date        | Lieu                     | Pays | Match                    | Score | Buteurs                                  |
| -- | ---- | ----------- | ------------------------ | ---- | ------------------------ | ----- | ---------------------------------------- |
| 3  | 1/4  | 25 mai 1975 | Stade Bachir, Mohammédia |      | SCC Mohammédia - MC Oran | 2 - 1 | Acila 18e, Haddadi 89e / Belkedrouci 30e |

### Parcours arabe

#### Coupe arabe des clubs champions 1988
Tournois qualificatif - Zone 3
| N° | Tour   | Date            | Lieu                   | Pays | Match                         | Score | Buteurs                                                                                          |
| -- | ------ | --------------- | ---------------------- | ---- | ----------------------------- | ----- | ------------------------------------------------------------------------------------------------ |
| 1  | 1er j. | 19 février 1988 | Stade El Menzah, Tunis |      | MC Oran - Kawkab de Marrakech | 0 - 1 | Chaouch 82e                                                                                      |
| 2  | 2e j.  | 21 février 1988 | Stade El Menzah, Tunis |      | Club Africain - MC Oran       | 1 - 1 | Yaâkoubi 4e / Amdouni 67e (csc)                                                                  |
| 3  | 3e j.  | 19 février 1988 | Stade El Menzah, Tunis |      | MC Oran - ASC Wharf           | 8 - 0 | Mezoued 3e 46e, Meziane 15e 68e, Sebbah 32e, Chérif El-Ouazzani 33e, Bouzerouata 84e, Foussi 86e |

#### Coupe arabe des vainqueurs de coupe1997
Le Mouloudia d'Oran remporte son premier titre arabe, le premier de l'Algérie.
Tournois qualificatif - Zone 3
| N° | Tour   | Date | Lieu | Pays | Match                      | Score | Buteurs |
| -- | ------ | ---- | ---- | ---- | -------------------------- | ----- | ------- |
| 4  | 1re j. | 1997 |      |      | MC Oran - Wydad Casablanca | 0 -   |         |
| 5  | 2e j.  | 1997 |      |      | MC Oran - Al Ahly Benghazi | 0 -   |         |

Le MC Oran se qualifie pour la phase finale de la Coupe arabe des vainqueurs de coupe.
Phase finale
L'équipe du MC Oran se qualifie en phase finale, les joueurs alignés dans ce tournoi final sont comme suit :

1-Abdesslam Benabdellah, 16- Slimane Rahou, 3- Moulay Haddou, 4- Abdellatif Osmane, 5- Omar Belatoui , 6- Tahar Chérif El-Ouazzani (capitaine), 7- Kouider Boukessassa, 8- Cheikh Benzerga, 9- Rachid Amrane, 17- Sid Ahmed Benamara, 15- Salah Mazri, 11- Nacer Gaïd, 18- Noureddine Kadda, 14- Houari Belarroussi, 10- Mourad Guessbaoui, 2- Abdelkrim Kherrif. l'entraineur était le palestinien Said Hadj Mansour.

Dans ce tournois final, Rachid Amrane est élu meilleur buteur de la compétition avec 6 buts.
| N° | Tour             | Date         | Lieu                         | Pays | Match                      | Score | Buteurs                                                                           |
| -- | ---------------- | ------------ | ---------------------------- | ---- | -------------------------- | ----- | --------------------------------------------------------------------------------- |
| 6  | Groupe B, 1re j. | 16 août 1997 | Suez Canal Stadium, Ismaïlia |      | Al Arabi - MC Oran         | 3 - 2 | Touré 39e 54e, Al-Assala 52e / Osmane 16e, Amrane 37e                             |
| 7  | Groupe B, 2e j.  | 18 août 1997 | Suez Canal Stadium, Ismaïlia |      | Al-Weehdat - MC Oran       | 1 - 2 | Jumah 26e / Amrane 46e 51e                                                        |
| 8  | Groupe B, 3e j.  | 20 août 1997 | Suez Canal Stadium, Ismaïlia |      | Al-Shabab - MC Oran        | 0 - 1 | Benzerga 32e                                                                      |
| 9  | 1/2              | 23 août 1997 | Suez Canal Stadium, Ismaïlia |      | MC Oran - Al Ahly Benghazi | 5 - 1 | Boukessassa 21e , Amrane 37e (pen.) 66e 76e, Benzerga 54e / Al-Beshari 33e (pen.) |
| 10 | Finale           | 25 août 1997 | Suez Canal Stadium, Ismaïlia |      | Al-Shabab - MC Oran        | 0 - 2 | Kherif 27e , Benamara 90+2e                                                       |

#### Supercoupe arabe 1998
| N° | Tour    | Date                   | Lieu                   | Pays | Match                   | Score | Buteurs                                                                      |
| -- | ------- | ---------------------- | ---------------------- | ---- | ----------------------- | ----- | ---------------------------------------------------------------------------- |
| 11 | 1re j., | 1er avril 1998 à 16h00 | Stade El Menzah, Tunis |      | MC Oran - Al-Shabab     | 1 - 5 | Emerson 8e, Williams 23e 30e, Al-Otaibi 42e , Al-Mehallel 59e / Benzerga 77e |
| 12 | 2e j.   | 3 avril 1998 à 18h00   | Stade El Menzah, Tunis |      | Club Africain - MC Oran | 2 - 0 | Amrouche 41e, Limam 73e                                                      |
| 13 | 3e j.   | 5 avril 1998 à 13h00   | Stade El Menzah, Tunis |      | MC Oran - Al Ahly       | 0 - 2 | Aboagye 40e, Khashaba 90e (pen.)                                             |

#### Coupe arabe des vainqueurs de coupe1998
Le Mouloudia d'Oran remporte son deuxième titre arabe et consécutivement.
Tournois qualificatif - Zone 3
Le MC Oran qualifié d'office autant que tenant du titre.
Phase finale
| N° | Tour             | Date         | Lieu                      | Pays | Match               | Score    | Buteurs                                                                                            |
| -- | ---------------- | ------------ | ------------------------- | ---- | ------------------- | -------- | -------------------------------------------------------------------------------------------------- |
| 14 | Groupe B, 1re j. | 20 août 1998 | Stade Municipal, Beyrouth |      | MC Oran - Al Wasl   | 1 - 2    | Mecheri 30e / Isa 20e, Khamees 90e (pen.)                                                          |
| 15 | Groupe B, 2e j.  | 26 août 1998 | Stade Municipal, Beyrouth |      | MC Oran - Al Jaish  | 0 - 0    | |
| 16 | Groupe B, 3e j.  | 24 août 1998 | Stade Municipal, Beyrouth |      | MC Oran - Al Ta'ee  | 4 - 2    | Madani 9e (csc), Mecheri 10e, Belatoui 50e (pen.), Amrane 68e / Abdulkareem 15e (pen.), Mashal 17e |
| 17 | 1/2              | 27 août 1998 | Stade Municipal, Beyrouth |      | Al-Qadsia - MC Oran | 1 - 2 ap | Saoula 47e (csc) / Amrane 37e, Zerrouki 105+1e                                                     |
| 18 | Finale           | 30 août 1998 | Stade Municipal, Beyrouth |      | MC Oran - Al Jaish  | 2 - 1 ap | Boukessassa 53e, Gaid 95e / Khalaf 11e                                                             |

#### Supercoupe arabe 1999
Le Mouloudia d'Oran remporte son troisième titre arabe, le premier en Supercoupe arabe. C'est également le seul titre de l'Algérie.
| N° | Tour   | Date          | Lieu                        | Pays | Match                | Score | Buteurs                                                 |
| -- | ------ | ------------- | --------------------------- | ---- | -------------------- | ----- | ------------------------------------------------------- |
| 19 | 1re j. | 11 avril 1999 | Stade des Abbassides, Damas |      | Al-Shabab - MC Oran  | 0 - 1 | Boukessassa 90e                                         |
| 20 | 2e j.  | 13 avril 1999 | Stade des Abbassides, Damas |      | MC Oran - WA Tlemcen | 0 - 0 |                                                         |
| 21 | 3e j.  | 16 avril 1999 | Stade des Abbassides, Damas |      | Al Jaish - MC Oran   | 1 - 3 | Koussa 90+2e / Boukessassa 53e, Gaid 56e, Guesbaoui 63e |

#### Coupe arabe des vainqueurs de coupe1999
Tournois qualificatif - Zone 3
Le MC Oran qualifié d'office autant que tenant du titre. Le Mouloudia est éliminé au premier tour.
Phase finale
| N° | Tour             | Date            | Lieu                               | Pays | Match                     | Score | Buteurs                                        |
| -- | ---------------- | --------------- | ---------------------------------- | ---- | ------------------------- | ----- | ---------------------------------------------- |
| 22 | Groupe B, 1re j. | 2 novembre 1999 | Mohammed Al-Hamad Stadium, Hawalli |      | Al-Ittihad Doha - MC Oran | 4 - 1 | Sitora 10e 72e, Akwa 24e 52e / Boukessassa 44e |
| 23 | Groupe B, 2e j.  | 4 novembre 1999 | Mohammed Al-Hamad Stadium, Hawalli |      | MC Oran - Al Jaish        | 2 - 1 | Amrane 70e (pen.), Meçabih 75e / Koussa 56e    |
| 24 | Groupe B, 3e j.  | 6 novembre 1999 | Mohammed Al-Hamad Stadium, Hawalli |      | MC Oran - Al Riyad SC     | 0 - 1 | Al-Hamdan 52e                                  |

#### Coupe arabe des clubs champions2001
Tournois qualificatif - Zone 3
| N° | Tour          | Date | Lieu                       | Pays | Match                     | Score   | Buteurs |
| -- | ------------- | ---- | -------------------------- | ---- | ------------------------- | ------- | ------- |
| 25 | 1er t. aller  | 2001 | Stade National, Nouakchott |      | ASC Mauritel - MC Oran    | 0 -     |         |
| 26 | 1er t. retour | 2001 | Stade Ahmed Zabana, Oran   |      | MC Oran - ASC Mauritel    | 0 -     |         |
| -  | 2e t. aller   | 2001 | Stade du 11 Juin, Tripoli  |      | Al-Ahli Tripoli - MC Oran | Forfait |         |
| -  | 2e t. retour  | 2001 | Stade Ahmed Zabana, Oran   |      | MC Oran - Al-Ahli Tripoli | Forfait |         |

Le MC Oran se qualifie pour la phase finale de la Coupe des clubs champions arabes.
Phase finale
| N° | Tour             | Date             | Lieu                         | Pays | Match                     | Score                | Buteurs                                                                       |
| -- | ---------------- | ---------------- | ---------------------------- | ---- | ------------------------- | -------------------- | ----------------------------------------------------------------------------- |
| 27 | Groupe A, 1re j. | 28 novembre 2001 | Stade Jassim bin Hamad, Doha |      | Hutteen SC - MC Oran      | 0 - 2                | Zerrouki 7e, El Aouni 52e                                                     |
| 28 | Groupe A, 2e j.  | 30 novembre 2001 | Stade Jassim bin Hamad, Doha |      | Al Ahli Sanaa - MC Oran   | 0 - 3                | Benzerga 28e / El Aouni 42e 58e                                               |
| 29 | Groupe A, 3e j.  | 3 décembre 2001  | Stade Jassim bin Hamad, Doha |      | MC Oran - Al Sadd         | 0 - 7                | Khalifa 12e, El Moubarki 28e 32e 73e, Utaka 44e, Al Kuwari 89e, Bagheri 90+3e |
| 30 | 1/2              | 7 décembre 2001  | Stade Jassim bin Hamad, Doha |      | Al-Ahli Djeddah - MC Oran | 2 - 2 ap (3 - 5 tab) | Al-Khazami 77e, Al-Gizani 78e / B. Daoud 5e, Haddou 58e                       |
| 31 | Finale           | 10 décembre 2001 | Stade Jassim bin Hamad, Doha |      | Al Sadd - MC Oran         | 3 - 1                | Khalifa 25e 53e, Utaka 82e / Haddou 61e (pen.)                                |

#### Ligue des champions arabes 2003-2004
| N° | Tour          | Date              | Lieu                       | Pays | Match                | Score | Buteurs                                                                    |
| -- | ------------- | ----------------- | -------------------------- | ---- | -------------------- | ----- | -------------------------------------------------------------------------- |
| 32 | 1er t. aller  | 30 septembre 2003 | Stade Ahmed Zabana, Oran   |      | MC Oran - Ismaily SC | 1 - 1 | Daoud 83e / Homos 30e                                                      |
| 33 | 1er t. retour | 22 octobre 2003   | Stade d'Ismaïlia, Ismaïlia |      | Ismaily SC - MC Oran | 6 - 2 | Traoré 15e 24e, Dioubaté 39e 55e, ? 75e (csc), ? 80e (csc) / Daoud 82e 89e |

#### Ligue des champions arabes 2007-2008
| N° | Tour          | Date              | Lieu                           | Pays | Match              | Score | Buteurs                         |
| -- | ------------- | ----------------- | ------------------------------ | ---- | ------------------ | ----- | ------------------------------- |
| 34 | 1er t. aller  | 14 septembre 2007 | Stade Ahmed Zabana, Oran       |      | MC Oran - Al-Arabi | 0 - 1 | Zitouni 82e (csc)               |
| 35 | 1er t. retour | 1er octobre 2007  | Sabah Al Salem Stadium, Koweït |      | Al-Arabi - MC Oran | 2 - 0 | Al-Ghareeb 67e, Al-Khatib 90+4e |

## Les finales

### Finales africaines
| Date             | Compétition                              | Équipe             | Score             | Équipe             | Buteurs           | Stade                        |
| ---------------- | ---------------------------------------- | ------------------ | ----------------- | ------------------ | ----------------- | ---------------------------- |
| 3 décembre 1989  | Coupe d'Afrique des Clubs Champions 1989 | Raja de Casablanca | 1 - 0             | MC Oran            | Diagne 50e        | Stade Mohammed V, Casablanca |
| 15 décembre 1989 | Coupe d'Afrique des Clubs Champions 1989 | MC Oran            | 1 - 0 (2 - 4 tab) | Raja de Casablanca | Sebbah 43e (pen.) | Stade du 19 Juin, Oran       |

### Finales arabes
| Date             | Compétition                              | Équipe    | Score | Équipe   | Buteurs                                                 | Stade                        |
| ---------------- | ---------------------------------------- | --------- | ----- | -------- | ------------------------------------------------------- | ---------------------------- |
| 25 août 1997     | Coupe arabe des vainqueurs de coupe 1997 | Al-Shabab | 0 - 2 | MC Oran  | Benzerga 28e, Benamara 90e                              | Suez Canal Stadium, Ismaïlia |
| 30 août 1998     | Coupe arabe des vainqueurs de coupe 1998 | MC Oran   | 2 - 1 | Al Jaish | Boukessassa 53e, Gaid 95e / Khalaf 11e                  | Stade Municipal, Beyrouth    |
| 16 avril 1999    | Supercoupe arabe 1999                    | Al Jaish  | 1 - 3 | MC Oran  | Koussa 90+2e / Boukessassa 53e, Gaid 56e, Guesbaoui 63e | Stade des Abbassides, Damas  |
| 10 décembre 2001 | Coupe arabe des clubs champions 2001     | Al Sadd   | 3 - 1 | MC Oran  | Khalifa 25e 53e, Utaka 82e / Haddou 61e (pen.)          | Stade Jassim bin Hamad, Doha |

## Statistiques

### Bilan africain
| Compétition                                                         | Saisons | J  | G  | N  | P  | Bp | Bc | Diff. | Meilleure performance      |
| ------------------------------------------------------------------- | ------- | -- | -- | -- | -- | -- | -- | ----- | -------------------------- |
| Coupe d'Afrique des clubs champions / Ligue des champions de la CAF | 3       | 24 | 13 | 2  | 9  | 37 | 27 | +10   | Finaliste (1989)           |
| Coupe de la confédération                                           | 2       | 10 | 5  | 2  | 3  | 10 | 7  | +3    | Deuxième tour (2005, 2016) |
| Supercoupe de la CAF                                                | -       | -  | -  | -  | -  | -  | -  | -     | -                          |
| Coupe d'Afrique des vainqueurs de coupe (Compétition disparue)      | 3       | 14 | 5  | 5  | 4  | 11 | 9  | +2    | Quarts-finaliste (1997)    |
| Coupe de la CAF (Compétition disparue)                              | 2       | 8  | 4  | 1  | 3  | 12 | 9  | +3    | Quarts-finaliste (1996)    |
| Total compétitions CAF                                              | 10      | 56 | 27 | 10 | 19 | 70 | 52 | +18   | 0 trophées CAF             |

### Bilan nord africain
| Compétition                                                     | Saisons | J | G | N | P | Bp | Bc | Diff. | Meilleure performance   |
| --------------------------------------------------------------- | ------- | - | - | - | - | -- | -- | ----- | ----------------------- |
| Coupe de l'UNAF des Clubs                                       | 0       | 0 | 0 | 0 | 0 | 0  | 0  | 0     | -                       |
| Coupe du Maghreb des clubs champions (Compétition disparue)     | 1       | 2 | 0 | 0 | 0 | 0  | 3  | -3    | 4e place (1971)         |
| Coupe du Maghreb des vainqueurs de coupe (Compétition disparue) | 1       | 1 | 0 | 0 | 1 | 1  | 2  | -1    | Quarts-finaliste (1975) |
| Championnat d'Afrique du Nord (FFF) (Compétition disparue)      |         |   |   |   |   |    |    |       |                         |
| Coupe d'Afrique du Nord (FFF) (Compétition disparue)            |         |   |   |   |   |    |    |       |                         |
| Total compétitions nord africaines                              |         |   |   |   |   |    |    |       | 0 trophées              |

### Bilan arabe
| Compétition                                                                   | Saisons | J  | G  | N | P  | Bp | Bc | Diff. | Meilleure performance    |
| ----------------------------------------------------------------------------- | ------- | -- | -- | - | -- | -- | -- | ----- | ------------------------ |
| Coupe des clubs champions / Ligue des champions / Championnat arabe des clubs | 4       | 12 | 3  | 2 | 7  | 19 | 24 | -5    | Finaliste (2001)         |
| Coupe des coupes arabe (Compétition disparue)                                 | 3       | 13 | 8  | 1 | 4  | 24 | 17 | +7    | Vainqueur (1997 et 1998) |
| Supercoupe arabe (Compétition disparue)                                       | 2       | 6  | 2  | 1 | 3  | 5  | 10 | -5    | Vainqueur (1999)         |
| Total compétitions UAFA                                                       | 9       | 31 | 13 | 4 | 14 | 48 | 51 | -3    | 3 trophées UAFA          |